# Ragland (Alabama)
 Ragland, Alabama és una població dels Estats Units a l'estat d'Alabama. Segons el cens del 2000 tenia 1.918 habitants.

## Demografia
Segons el cens del 2000, Ragland tenia 1.918 habitants, 729 habitatges, i 567 famílies La densitat de població era de 44,2 habitants/km².
Dels 729 habitatges en un 36,4% hi vivien nens de menys de 18 anys, en un 56,9% hi vivien parelles casades, en un 15,8% dones solteres, i en un 22,2% no eren unitats familiars. En el 21% dels habitatges hi vivien persones soles l'11,4% de les quals corresponia a persones de 65 anys o més que vivien soles. El nombre mitjà de persones vivint en cada habitatge era de 2,63 i el nombre mitjà de persones que vivien en cada família era de 3.
Per edats la població es repartia de la següent manera: un 26,2% tenia menys de 18 anys, un 9,7% entre 18 i 24, un 28,6% entre 25 i 44, un 21,4% de 45 a 60 i un 14,2% 65 anys o més.
L'edat mediana era de 36 anys. Per cada 100 dones hi havia 90,7 homes. Per cada 100 dones de 18 o més anys hi havia 82,9 homes.
La renda mediana per habitatge era de 30.152 $ i la renda mediana per família de 36.034 $. Els homes tenien una renda mediana de 27.468 $ mentre que les dones 21.250 $. La renda per capita de la població era de 12.531 $. Aproximadament el 15,3% de les famílies i el 18,8% de la població estaven per davall del llindar de pobresa.

## Poblacions més properes
El següent diagrama mostra les poblacions més properes.